# Бирюков, Сергей Михайлович
Сергей Михайлович Бирюко́в (1907—1966) — советский архитектор. Лауреат Сталинской премии третьей степени (1951).

## Биография
Сергей Бирюков родился 5 июля 1907 года в городе Елец Орловской области. В 1926—1927 годах состоял в Орловском уездном комитете комсомола. В 1931 году окончил елецкий рабфак. В 1936 году окончил МАРХИ.
В июле 1936 года — октябре 1937 года работал в мастерской строительства канала Москва — Волга (помощник архитектора Хлебниковского района). С 1937 года старший архитектор архитектурного отдела Волгостроя НКВД СССР. В 1939 году вступил в Союз архитекторов СССР. В 1942 году вступил в КПСС. В 1941—1945 годах старший архитектор Тагилстроя НКВД СССР. В 1945 году переведён в архитектурный отдел Гидропроекта. В 1950 году окончил университет Марксизма-Ленинизма.
Умер 8 января 1966 года.

## Награды и премии
- Сталинская премия III степени (1951) — за архитектуру Верхневолжских гидроузлов (1950 год)
- орден «Знак Почёта» (1937) — за работы по каналу «Москва-Волга»[2]

## Основные работы
- Водная станция «Динамо» (руководитель Г. Я. Мовчан).
- Речной вокзал в Химках (1937 г.; руководитель — А. М. Рухлядев).
- Шлюз Угличского гидроузла (1939 г.; соавтор В. А. Петров).
- Эксплуатационный посёлок и эксплуатационный квартал Угличского гидроузла (1939 г.; соавторы: В. А. Петров; В. Н. Федорова).
- Нижнетагильский металлургический комбинат.
- Сталинградский гидроузел.
- Волго-Донской судоходный канал им. В. И. Ленина (1950—1952 гг.; соавторы: руководитель — Л. М. Поляков; Г. Г. Борис, С. В. Демидов, А. Я. Ковалев, В. В. Мусатов, М. В. Паньков, А. Г. Рочегов, Ф. Г. Топунов, Р. А. Якубов; инженеры: С. Я. Жук, В. А. Марсов, А. Г. Осколков, Н. В. Шахов; скульптор Г. И. Мотовилов).
- Куйбышевский гидроузел (1952—1957 гг.; соавторы: Л. М. Поляков — руководитель; С. В. Демидов, А. Я. Ковалев, А. Г. Рочегов, Р. А. Якубов; архитектурная обработка неоднократно изменялась в сторону «отказа от излишеств»).